# نيل ماكيفوي
نيل ماكيفوي هو سياسي بريطاني، ولد في 1970 في ويلز في المملكة المتحدة. نشط حزبياً في حزب العمال (1999 – 1999) (1 نوفمبر 2003 – 1 نوفمبر 2003). وقد انتخب عضو الجمعية الوطنية الويلزية الخامسة ‏ عن دائرة ويلز الجنوبية الوسطى ‏ وقد انضم خلال فترته النيابية ‏ (16 يناير 2018 – ) للكتلة البرلمانية مستقل وفي انتخابات الجمعية الوطنية الويلزية 2016 ‏، انتخب عضو الجمعية الوطنية الويلزية الخامسة ‏ عن دائرة ويلز الجنوبية الوسطى ‏ وقد انضم خلال فترته النيابية ‏ (5 مايو 2016 – 16 يناير 2018) للكتلة البرلمانية بلاد كيمري.